# Люджейн аль-Хазлюль
Люджейн аль-Хазлюль (араб. لجين الهذلول‎; род. 31 июля 1989, Джидда, Мекка) — жительница Саудовской Аравии, общественная деятельница, диссидентка, активистка движения за права женщин.

## Биография
Люджейн аль-Хазлюль родилась 31 июля 1989 года в городе Джидда. Окончила университет Британской Колумбии.
Широкую известность аль-Хазлюль получила в декабре 2014 года, когда была арестована за управление автомобилем (в стране женщинам было запрещено садиться за руль автомобиля). Люджейн аль-Хазлюль провела в тюрьме около двух месяцев. Её поступок дал толчок общественной дискуссии о праве женщин на управление автомобилем.
В 2015 году вошла в ежегодный список ста самых влиятельных арабских женщин по версии Arabian Business Magazine. Признана узницей совести международной правозащитной организацией «Эмнести Интернэшнл».
4 июня 2017 года аль-Хазлюль была задержана полицией в аэропорту короля Фахда в Даммаме. Причина ареста не разглашалась, власти страны не разрешили ей обратиться к своему адвокату или связаться с её семьей. 
В мае 2018 года была арестована вместе с рядом других саудовских активисток. 28 декабря 2020 года её приговорили к 5 годам и 8 месяцам заключения по обвинению в «различной деятельности, запрещенной антитеррористическим законом».
Освобождена из тюрьмы 10 февраля 2021 года, однако условием выхода аль-Хазлюль был запрет выезжать из страны и комментировать условия содержания; за решёткой она устраивала голодовки, а судье сообщала, что её пытали во время допросов.